# Соколов, Владимир Григорьевич
Владимир Григорьевич Соколов (род. 27 октября 1952, Ростовская область) — советский футболист, выступавший на позиции крайнего полузащитника, футбольный тренер. Мастер спорта СССР (1984).

## Биография
В начале карьеры выступал за таганрогское «Торпедо». С 1977 года в течение пяти сезонов играл за «Терек» в первой и второй лиге.
С 1982 года выступал за «Факел». В 1984 году стал победителем турнира первой лиги и полуфиналистом Кубка СССР, также выигрывал бронзовые жетоны первой лиги. В 1985 играл в высшей лиге — 32 игры, 2 мяча. Завершил карьеру в 1987 году в возрасте 35 лет.
Образование высшее. После окончания игровой карьеры входил в тренерский штаб «Факела». Работает в Воронеже детским тренером.